# Tervo
Tervo é um município do centro-este da Finlândia, na província da Finlândia Oriental e na região da Savônia do Norte.
Este pequeno município rural tem muitos bosques e lagos.